# Parafia Najświętszej Maryi Panny Królowej Świata w Wiśniowej
Parafia Najświętszej Maryi Panny Królowej Świata w Wiśniowej − parafia rzymskokatolicka znajdująca się w diecezji rzeszowskiej w dekanacie Frysztak. 
Parafia została założona w 1971 roku. Kościół parafialny murowany powstał w latach 1995-2008.
Do parafii należą wierni z następujących miejscowości: Wiśniowa (część), Cieszyna (część) oraz Jazowa.